# Hydrocotyle calcicola
Hydrocotyle calcicola là một loài thực vật có hoa trong Họ Cuồng. Loài này được Y.H. Li mô tả khoa học đầu tiên năm 1989.